# Jupiter hordozórakéta

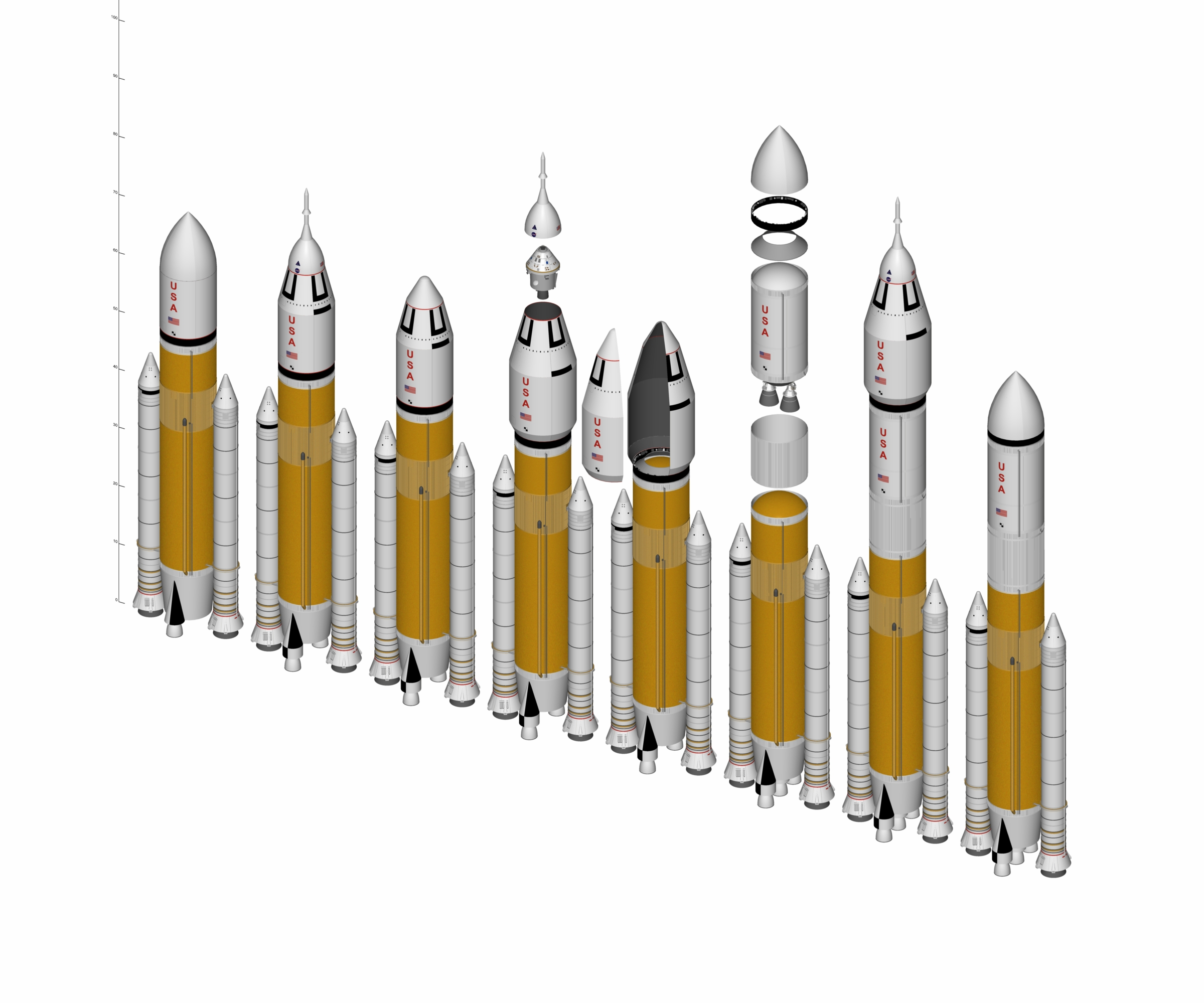
A Jupiter hordozórakéta-család

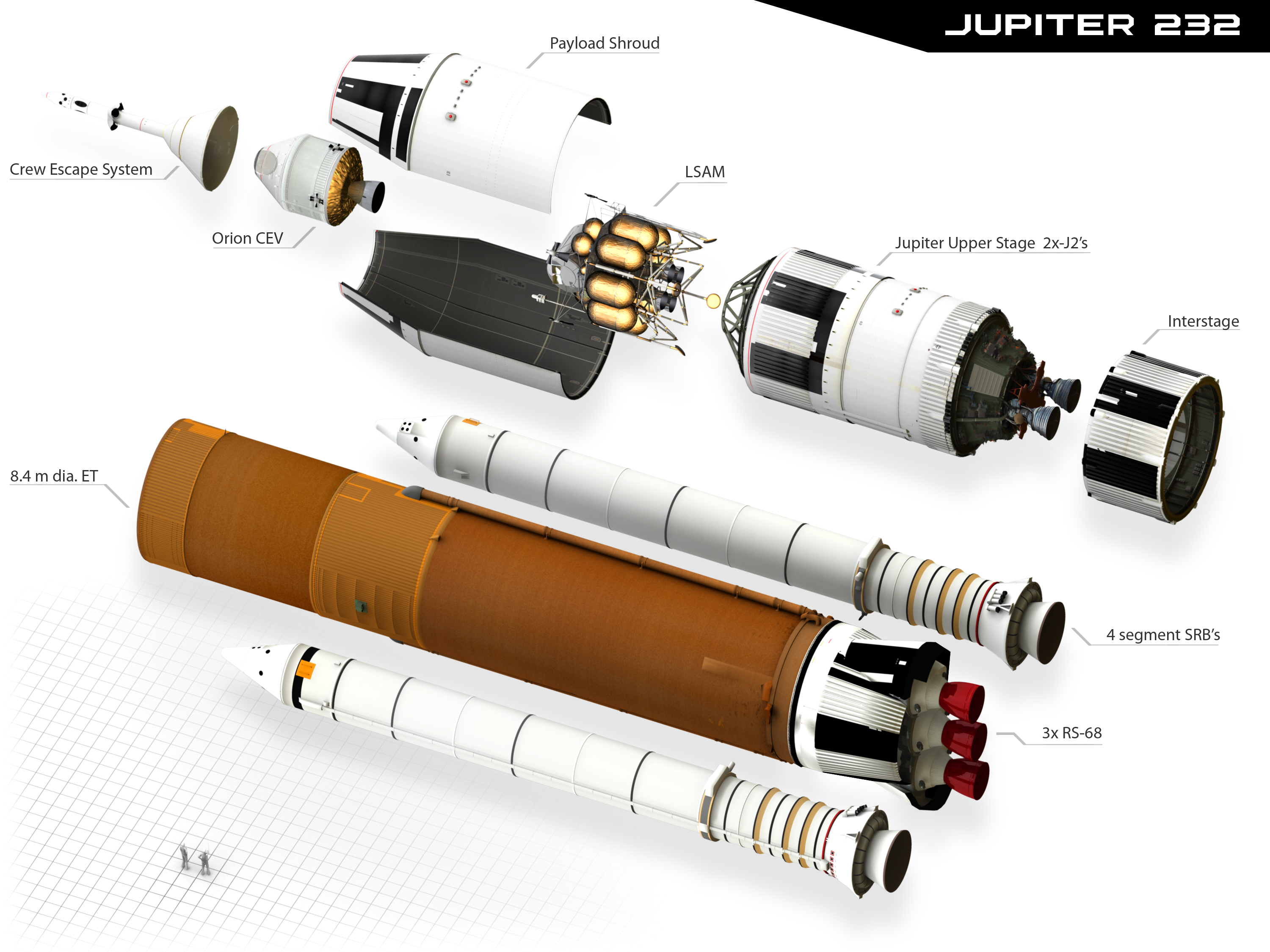
A Jupiter 232 hordozórakéta komponensei

A Jupiter hordozórakéta a NASA mérnökei és független szakemberek által, a Constellation program számára, az Ares hordozórakéta alternatívájaként tervezett űrrakéta-rendszer, mely támogatói szerint biztonságosabb és sokkal gyorsabban és olcsóbban kifejleszthető. A DIRECT tervként is ismert javaslat a különböző célokra kifejlesztett két rakéta (az Ares I és az Ares V) helyett egyetlen, közös rakétát tervez kifejleszteni, melyhez a Space Shuttle űrrepülőgép gyorsítórakétáit változatlanul átvenné, a központi hajtóanyag-tartályra szerelné fel az űrrepülőgép három vagy négy SSME hajtóművét.
A rakéta Jupiter 130 változata egy fokozatú lenne, mintegy 60 tonna alacsony Föld körüli pályára juttatható teherbírással, a nagyobb, Jupiter 246  kétfokozatú, 90 tonna teherbírással. Az elnevezésben az első szám a fokozatok számát, a többi a fokozatonként található hajtóművek számát (egy fokozatú elrendezés esetén a harmadik számjegy 0) jelenti (a gyorsítórakéták nélkül).